# Oryzorictes tetradactylus
Oryzorictes tetradactylus là một loài động vật có vú trong họ Tenrecidae, bộ Afrosoricida. Loài này được Milne-Edwards & A. Grandidier mô tả năm 1882.

## Hình ảnh

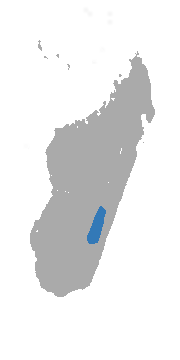